# 이화령

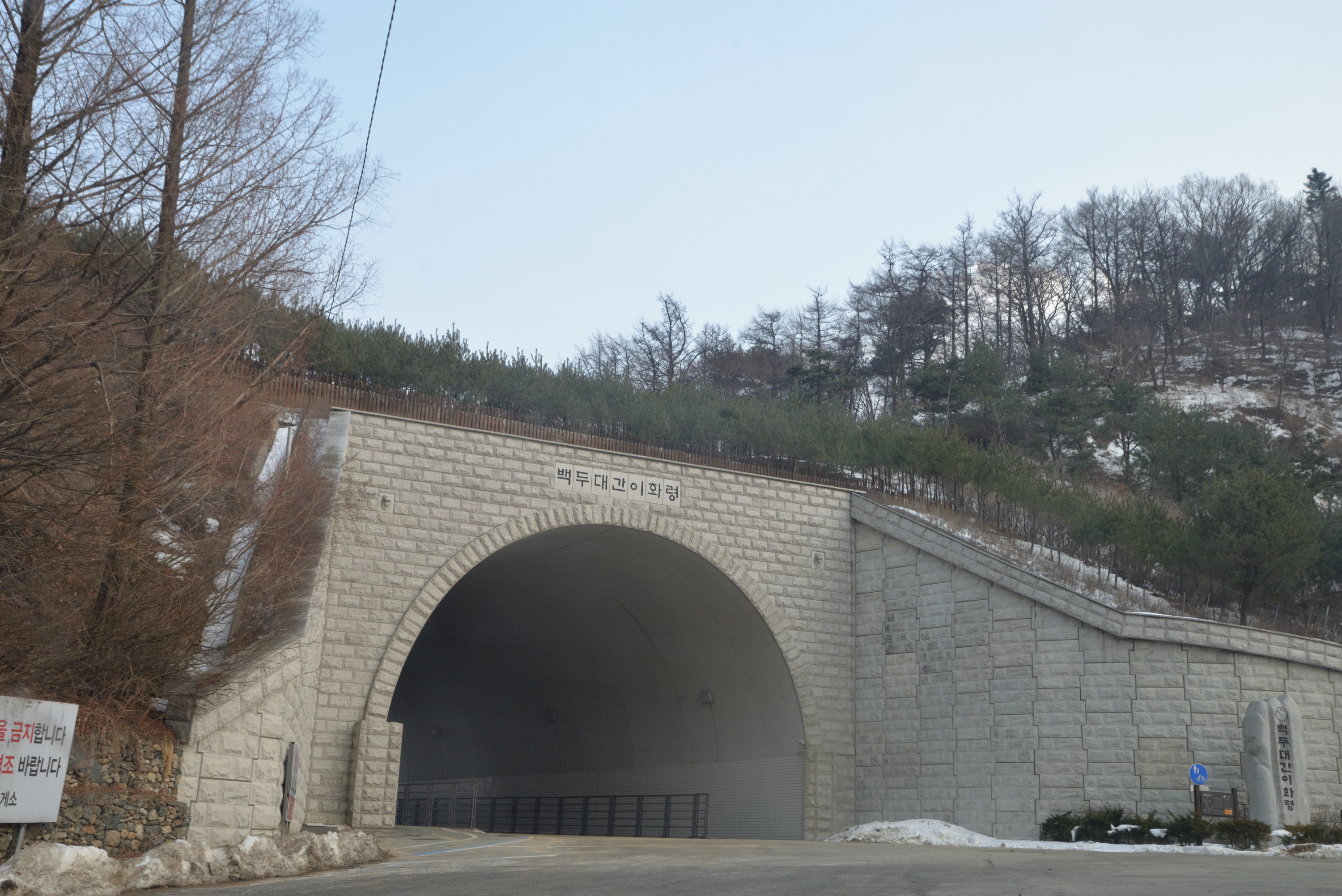
충북 괴산/경북 문경 백두대간 이화령

이화령(梨花嶺)은 충청북도 괴산군 연풍면과 경상북도 문경시 문경읍사이에 있는 높이 548미터의 소백산맥 또는 백두대간의 고개이다.

## 명칭
소백산맥의 조령산과 희양산 사이에 위치하고 있으며 《고려사지리지》에 이화현(伊火峴)이라는 이름으로 처음 등장하고 《대동여지도》에도 이 고개 이름은 이화현으로 표기하고 있다. 위치에 대해서는 《신증동국여지승람》은 "이화현(伊火峴)은 현 동쪽 7리 문경현 경계에 있다."라고 하고 있으며 《여지도서》에는 "현 동쪽 15리에 위치한다"라고 하여 다소 상이하게 되어있다. 《구한말지형도》, 《조선지지자료》, 《조선지형도》와 같은 1910년대 발행된 지도에는 현재의 명칭으로 기록되어 있다. 뜻은 고개 주위에 배나무가 많다고 하여 붙여졌다고 전해지고 있다. 다른 이름으로는 고개가 험해 여러명이 어울려서 이 고개를 넘었다고 하여 이유릿재, 이우리재 등으로도 불렸다.

## 교통
국도 제3호선과 국도 제34호선이 이 고개를 거치게 노선이 지정되어 있다. 옛길은 상당히 험했기 때문에 이를 해결하기 위해 1994년 두산건설에서 이화령터널 공사에 착수해 1998년에 개통하였으며 유료 도로로 운영하였다. 그러나 2004년 12월 중부내륙고속도로가 이 고개 밑을 지나게 건설되어 통행량이 급감하였고, 2007년 통행료가 폐지되었다. 2012년에는 백두대간 복원을 위해 이화령옛길 도로의 정상부를 터널화 하고 위에 생태통로를 설치하는 공사를 완공하였다. 터널 상부에는 백두대간 이화령이라는 글씨가 새겨졌다. 중부내륙고속도로와 중부내륙선 철도는 이화령을 터널로 지나나, 터널 명칭은 문경새재를 사용하고 있다.

## 같이 보기
- 이화령-문경 전투
- 이화령터널
- 문경새재터널
- 새재 자전거길
- 문경새재